# Wolfgang Winkler
Wolfgang Winkler   (Tegernsee, 21 d'octubre de 1940 - Rottach-Egern, 11 de maig de 2001) és un conductor de luge alemany, ja retirat, que va competir sota bandera de la República Federal Alemanya durant les dècades de 1960 i 1970.
El 1968 va prendre part en els Jocs Olímpics d'Hivern de Grenoble, on va disputar les dues proves del programa de luge. Guanyà la medalla de bronze en la prova per parelles, junt a Fritz Nachmann, mentre en la prova individual fou onzè. Quatre anys més tard, als Jocs de Sapporo, fou quinzè en la prova individual.
En el seu palmarès també destaquen cinc campionats nacionals.